# Joseph Stein
Joseph Stein (* 30. Mai 1912 in New York City; † 24. Oktober 2010 ebenda) war ein US-amerikanischer Dramatiker. Er wurde als Autor der Bücher zu Musicals wie Anatevka und Sorbas bekannt.

## Leben
Stein wurde 1912 in New York City als Sohn jüdischer Eltern, Charles und Emma Stein, geboren. Diese waren aus Polen emigriert. Stein wuchs im Stadtbezirk Bronx auf. Im Jahr 1935 erhielt er seinen Abschluss „Bachelor of Science“ am City College of New York, zwei Jahre später dann einen „Master of Social Work“ an der Columbia University. Von 1939 bis 1945 arbeitete er im Bereich der psychiatrischen Sozialarbeit. Nebenbei begann er mit dem Schreiben erster Stücke.
Nach einer zufälligen Begegnung mit dem Schauspieler Zero Mostel begann Stein, für bekannte Radio-Moderatoren wie Henry Morgan, Hildegarde, Tallulah Bankhead, Phil Silvers und Jackie Gleason zu schreiben. Später begann er in Zusammenarbeit mit Sid Caesar auch für das Fernsehen zu schreiben. Hier arbeitete er im Autorenteam für die TV-Variete-Show „Your Show of Shows“, welchem auch Woody Allen, Mel Brooks, Carl Reiner und Larry Gelbart angehörten.
Stein lebte bis zu seinem Tod mit seiner Frau Elisa in Manhattan. Stein hat drei Söhne (Daniel, Harry und Josh) aus seiner ersten Ehe mit Sadie Singer Stein (gestorben 1974). Aus seiner Ehe mit Elisa Loti hat er eine Tochter, Jenny Lyn.
Stein verstarb am 24. Oktober 2010 an den Folgen eines Schädelbruchs, den er sich bei einem Sturz zugezogen hatte.

## Theater
1948 wurde erstmals ein Stück von Stein am Broadway aufgeführt: Die zusammen mit Will Glickman geschriebene Revue „Lend an Ear“. Das erste Buch zu einem Musical schrieb Stein, nachdem Richard Kollmar ihn angefragt hatte, ein Musical über den Staat Pennsylvania zu schreiben. Vorbild hierfür war das Musical „Oklahoma!“ von Rodgers and Hammerstein. Stein und sein Co-Autor Will Glickman wurden zu diesem Zweck in die Amische Gemeinde Lancaster County gesandt. Sie kauften dort für 50 US-Cent einen Reiseführer auf Pennsylvania Dutch. Anschließend kehrten sie nach New York zurück und schrieben die musikalische Komödie „Plain and Fancy“. Das Stück hatte seine Premiere am Broadway am 27. Januar 1955 und erreichte danach 461 Vorstellungen.
Den größten Erfolg als Autor erreichte Stein 1965 mit dem Buch zum Musical „Fiddler on the Roof“ (Deutsch: Anatevka). Hierfür gewann er drei wichtige Preise, unter anderem zwei Tony Awards. Später schrieb er auch das Drehbuch zum gleichnamigen Film.
Weitere Broadway-Aufführungen mit Büchern von Stein sind unter anderem Alive and Kicking, Mr. Wonderful, The Body Beautiful, Juno, Take Me Along, Irene, Carmelina, The Baker’s Wife, Rags, Enter Laughing und seine Musicalfassung von So Long, 174th Street.

## Ehrungen
Im Januar 2008 wurde Stein in die American Theater Hall of Fame aufgenommen. Von der „Dramatists Guild of America“ wurde er 2008 mit einem Preis für sein Lebenswerk ausgezeichnet. Darüber hinaus bekam er 2007 vom York Theatre den „Oscar Hammerstein Award“ für seine Leistungen im Bereich des Musical-Theaters.